# Наньо
Наньо (на японски: 南陽市) е град в Япония, в префектура Ямагата, регион Тохоку. Населението му към 31 март 2015 г. е 31 976 жители.

## Побратимени градове
- Нанянг, Китай

## Личности
- Кьоко Иноуе – кечист